# Coppa CEV 2010-2011 (maschile)
La Coppa CEV di pallavolo maschile 2010-2011 è stata la 39ª edizione del secondo torneo pallavolistico europeo per squadre di club; iniziata a partire dal 16 dicembre 2010, si è conclusa il 12 marzo 2011. Al torneo hanno partecipato 36 squadre e la vittoria finale è andata per la prima volta alla Sisley Volley di Treviso.

## Regolamento
Al torneo inizialmente hanno partecipato 32 squadre che si sono sfidate in diverse fasi ad eliminazione diretta, suddivise in sedicesimi di finale, ottavi di finale e quarti di finale: le 4 squadre qualificate hanno quindi disputato la Challenge Round affrontando 4 squadre eliminate durante la fase a gironi della Champions League 2011-12; hanno quindi proseguito con semifinali e finale.

## Squadre partecipanti
| - Vienna hotVolleys - Asse-Lennik - Topvolley Antwerpen - Kakanj - CSKA Sofia - Anorthōsīs - HAOK Mladost - Audentese - ETTA - Raision Loimu - Arago de Sète - Stade Poitevin | - Charlottenburg - Dürener - Friedrichshafen - Arīs Salonicco - Lamia - Maccabi Tel Aviv - Modena - Treviso - Lycurgus - ZAKSA - Asseco Resovia - Ostrava | - Dinamo Bucarest - Tomis Costanza - Vojvodina - Salonit Anhovo - Almería - Teruel - Amriswil - Losanna UC - Halkbank - Lokomotyv Charkiv - Kaposvár - Kecskeméti |

## Sedicesimi di Finale

### Squadre qualificate
| - Almería - Amriswil - Halkbank - Charlottenburg - Dinamo Bucarest - Dürener - Lycurgus - ZAKSA | - Lokomotyv Charkiv - Asse-Lennik - Modena - Stade Poitevin - Asseco Resovia - Arīs Salonicco - Arago de Sète - Vienna hotVolleys |

## Ottavi di finale

### Squadre qualificate
- Almería
- Halkbank
- Dürener[2]
- ZAKSA
- Asse-Lennik
- Modena
- Asseco Resovia
- Arago de Sète[4]

## Quarti di finale

### Squadre qualificate
- Halkbank[2]
- ZAKSA[6]
- Asseco Resovia
- Arago de Sète[2]

## Challenge Round

### Squadre qualificate
- ZAKSA
- Asseco Resovia
- CSKA Sofia[7]
- Treviso

## Semifinali

### Squadre qualificate
- Treviso
- ZAKSA[2]

## Finale

### Squadra campione
- Treviso[8]